# オーラヴ・マグヌソン
オーラヴ・マグヌソン（ノルウェー語：Olav Magnusson, 古ノルド語：Óláfr Magnússonm, 1099年ごろ - 1115年12月22日）は、ノルウェー王（在位：1103年 - 1115年）。ノルウェー王マグヌス3世とサクセ・イ・ヴィクの娘シグリッドの間の息子。

## 生涯
1103年に父マグヌス3世が死去した後、オーラヴは異母兄エイステイン1世およびシグル1世とともに王位についた。オーラヴは12年間王位についていたが、異母兄らと異なり、国民にほとんど印象を残さなかった。若年で王位についたため、異母兄らがオーラヴの領土における摂政をつとめた。1107年にシグル1世は新たに十字軍により建国されたエルサレム王国を支援するためノルウェーの十字軍を率いることとなり、1111年にノルウェーに帰還した。この間、エイステイン1世が弟の摂政をつとめ、その実行力と強い意志により強力で安定した国を築き上げた。
1115年、オーラヴは病にかかり死去した。オーラヴの統治は共治していた異母兄らが継承した。オーラヴは1957年（オーラヴ5世が即位したとき）まで「オーラヴ3世」とされていたが、その後は歴代のノルウェー王から外された。